# Braveheart - Cuore impavido
Braveheart - Cuore impavido (Braveheart) è un film del 1995 diretto e interpretato da Mel Gibson.
La pellicola colossal, che ha per protagonisti lo stesso regista e produttore, con Sophie Marceau e Brendan Gleeson, narra la storia, romanzata, del patriota ed eroe nazionale scozzese William Wallace. Il film, seconda regia di Gibson dopo L'uomo senza volto (1993), ha vinto 5 Oscar su 10 candidature (tra cui miglior film e miglior regia) nel 1996 e lo stesso Gibson è stato premiato, nello stesso anno, con il Golden Globe per la miglior regia e il ricevimento del "Avram Award" nel 1998.
Secondo alcuni, il film ha svolto un ruolo chiave nel risveglio della coscienza nazionale scozzese, che ha portato al referendum sulla devoluzione dell'11 settembre 1997 (74,3% sì) e alla conseguente ricostituzione del parlamento scozzese, nel 1998.

## Trama
Nella seconda metà del XIII secolo la Scozia è oppressa dalla tirannia del Re d'Inghilterra, Edoardo I Plantageneto. Dopo la morte senza eredi del re di Scozia, nella regione si sviluppano varie contese e i nobili locali si azzuffano tra loro per salire sul trono. Il Plantageneto, approfittando della contesa, convoca tutti i pretendenti al trono a una riunione con lo scopo di decidere il futuro del paese. I nobili scozzesi, giunti disarmati su richiesta del Plantageneto, cadono facili vittime della sua trappola e vengono tutti impiccati alle travi dell'edificio scelto per ospitare l'incontro.
Malcolm Wallace, un borghese in attesa di notizie dall'incontro, si reca sul luogo della strage, insospettito dal fatto che nessuno sia ancora tornato dalla riunione. Qui, con i due figli John e William, scopre il massacro e la sera stessa, con altri contadini del luogo, organizza un attacco contro i soldati inglesi alla frontiera: nello scontro Malcolm e John verranno uccisi. Al funerale, il bambino William incontra per la prima volta Murron, che in futuro sarebbe diventata sua moglie: in quell'occasione la bambina dona a William un cardo, il fiore simbolo della Scozia, che egli conserverà per il resto della sua vita. La sera del funerale giunge il fratello di Malcolm, Argyle, che prenderà William in affidamento per crescerlo e istruirlo: egli gli insegnerà il latino, il francese e l'arte del combattimento con la spada.
Vent'anni dopo, William fa ritorno a Lanark, ormai presidiata dagli inglesi che vi hanno costruito un fortino, deciso a ricostruire la sua vecchia casa e a riprendere il lavoro nella fattoria. Durante una festa di matrimonio rincontra il suo amico d'infanzia Hamish Campbell e, con grosso stupore della giovane, riconosce Murron. Durante i festeggiamenti, però, irrompono dei cavalieri inglesi e il nobile locale reclama lo ius primae noctis, portando con sé la neo sposa. William e Murron, che nel frattempo si erano fidanzati, decidono di sposarsi segretamente per evitare che il nobile reclami la ragazza. Un giorno, però, dopo aver notato i due in atteggiamenti romantici, gli inglesi capiscono tutto e decidono per rappresaglia di vendicarsi. Un soldato inglese tenta di abusare di Murron, che reagisce alla violenza e, aiutata da William, si dà alla fuga, venendo tuttavia catturata. Arrestata, la ragazza viene condotta davanti al magistrato e comandante delle guardie locali che ne sentenzia la condanna a morte, come monito per la popolazione, per "aver colpito un soldato di Sua Maestà"; Murron viene così giustiziata dal comandante in persona, che non esita a sgozzarla.
William, scoperto l'accaduto, con pochi combattenti al seguito, tra cui Hamish e il signor Campbell, fa strage del piccolo manipolo di soldati inglesi e ne uccide il comandante, tagliandogli la gola come questi poco prima aveva fatto a Murron. Il padre di Hamish, il signor Campbell, vecchio amico del padre, osanna William davanti agli altri scozzesi, facendolo diventare capo della ribellione dapprima del suo clan, poi dell'intera regione. Infatti, la voce della rivolta di Wallace arriva a tutte le regioni della Scozia e migliaia di uomini decidono di unirsi a essa per combattere. Inizialmente William è restio a prendere parte a tutto ciò, ma alla fine decide di agire per il bene della sua gente. I ribelli, successivamente, riescono a penetrare nel fortilizio degli inglesi e uccidono il nobile locale, risparmiando tuttavia i soldati della guarnigione e bruciando il loro accampamento ormai vuoto. Prima di andarsene, William gli intima di riferire al loro re che la Scozia è libera e non gli appartiene.
L'incapace principe Edoardo (il futuro Edoardo II), cui è stato affidato il compito di soffocare la rivolta dal padre, impegnato in guerra in Francia, manda l'intera armata del nord presso Stirling (1297). I nobili scozzesi, ormai a conoscenza della vittoriosa ribellione di Wallace, sfidando ulteriormente l'ira inglese si presentano sul campo di battaglia con i propri soldati per negoziare una tregua: tuttavia, alla vista dell'imponente esercito inglese, gli scozzesi iniziano a rompere i ranghi. Proprio in quel momento sopraggiunge Wallace alla testa dei suoi uomini: egli, fattosi riconoscere definitivamente, arringa i soldati con il proprio discorso. Ripristinata la fiducia negli uomini, William si reca insieme ai nobili al cospetto dei comandanti inglesi: per convincere gli scozzesi alla ritirata, il portavoce del Plantageneto propone la ricompensa per i nobili di vari territori nel sud dell'Inghilterra. Wallace si intromette nella conversazione e propone le sue condizioni: oltre a chiedere scusa alla Scozia per anni di dominio e soprusi, il comandante dovrà "presentarsi dinanzi allo schieramento scozzese con la testa fra le gambe e baciarsi le natiche".
Gli inglesi, constatata l'inutilità delle trattative, attaccano, mandando in prima linea gli arcieri. Gli scozzesi si riparano con gli scudi dalla prima salva di frecce e, indomiti, mostrano i genitali sollevando il kilt. Arrivata un'altra salva, letale per diversi scozzesi, i nobili a cavallo, su indicazione di Wallace, fingono la ritirata. A questo punto gli inglesi lanciano all'attacco la cavalleria pesante, che carica gli scozzesi: Wallace, conoscendo la tattica inglese, aveva fatto preparare dei lunghi tronchi appuntiti, che i soldati scozzesi alzano contro i cavalli poco prima del loro sopraggiungere. I cavalieri così si ritrovano impalati addosso alla falange scozzese e vengono sopraffatti dalla rapida reazione dei fanti avversari. Gli inglesi, dopo aver assistito impotenti al massacro dei cavalieri, lanciano all'attacco la loro fanteria al completo. Al termine di una lunga corsa gli schieramenti si scontrano con una violenza tremenda: gli scozzesi si battono valorosamente e grazie all'arrivo della cavalleria, che nel frattempo aveva aggirato gli inglesi, vincono lo scontro, nonostante le pesanti perdite subite. Wallace riesce anche a uccidere il comandante di fanteria e portavoce inglese.
Per i suoi meriti sul campo di battaglia, William viene fatto cavaliere dai nobili scozzesi, ottiene il titolo di "Lord Protettore di Scozia" ed entra nelle grazie del principale pretendente alla corona del regno scozzese, il conte Robert Bruce. Questi è un ardente patriota e un idealista, che vorrebbe sostenere la ribellione di Wallace ed essere ammirato come lui, ma è anche succube del padre lebbroso, un personaggio cinico e machiavellico che trama di consegnare Wallace agli inglesi per ottenere da essi l'appoggio per le pretese dinastiche del figlio.
Wallace, certo di poter ancora recar danno agli inglesi, dice ai nobili scozzesi che avrebbe invaso l'Inghilterra. Davanti a una dichiarazione simile, essi ridono di Wallace, ma si ricredono quando egli marcia verso il sud dell'Inghilterra, assediando la città di York, da cui sono partite tutte le invasioni della Scozia, riuscendo a espugnarla, decapitando anche il reggente locale, nipote del Plantageneto, e inviando la sua testa in una cesta al re in persona per avvertimento. Nonostante la vittoria, i nobili scozzesi sono però ancora dubbiosi sulla possibilità di battere definitivamente gli inglesi.
Edoardo I, furioso e spaventato, dopo un breve alterco uccide l'amico e amante di suo figlio. Il Plantageneto, temendo le continue vittorie di Wallace, invia a parlamentare la moglie di suo figlio, Isabella di Francia, per cercare di corrompere il capo della ribellione scozzese. Isabella, tuttavia, oltre a non riuscire nell'impresa, rimane positivamente colpita da quest'ultimo, che si dimostra non un semplice barbaro, ma un uomo di cultura dai nobili ideali, innamorandosene. Isabella infine constata come Edoardo non sia stato altro che un bugiardo che ha sempre tiranneggiato la Scozia con false promesse di pace. Wallace, infatti, le rivela come Edoardo in passato abbia attirato i nobili scozzesi in una trappola per fare da arbitro a chi dovesse governare la Scozia per poi invece farli impiccare e poter essere lui stesso il padrone della Scozia. Le rivela inoltre il motivo per cui ha invaso York, ovvero perché da quella città erano partiti tutti gli eserciti nemici a invadere la Scozia oltre rivelarle che il nipote del re aveva fatto uccidere scozzesi innocenti tra cui donne e bambini. Wallace ha quindi attaccato la città per fermare le invasioni e ha ucciso il nipote del re per vendicare gli innocenti uccisi. Isabella da quel momento in poi aiuterà Wallace tenendolo informato di ogni pericolo.
L'esercito scozzese, guidato sempre da Wallace, sfida sul campo di Falkirk gli inglesi, guidati dal re Edoardo in persona. Nel momento cruciale della battaglia, però, Wallace e i suoi vengono traditi da due nobili, corrotti in precedenza dal re inglese con la promessa di cospicue terre se avessero desistito a combattere: abbandonate dai rinforzi, le forze scozzesi vengono sconfitte e il signor Campbell rimane gravemente ferito e muore. William, pur ferito, decide di inseguire a cavallo il Plantageneto, che viene difeso dalla sua scorta personale di cui fa parte anche Robert Bruce, convinto dal padre a cambiare bandiera. Nel momento in cui potrebbe uccidere il suo connazionale, Bruce si pente del suo orribile tradimento e decide di salvare la vita a William, consegnandolo a Stephen l'Irlandese che lo porta in salvo con Hamish.
Wallace, quindi, decide di vendicarsi uccidendo brutalmente i due nobili traditori, seminando il terrore tra i loro colleghi, e accrescendo la sua leggenda in tutta la Scozia. Da quel momento in ogni parte del paese si parla di Wallace, che ottiene sempre nuovi alleati e uomini, diventando sempre più temuto. Edoardo, disperato, decide di chiudere la cosa ordinando di organizzare un incontro con l'intento di tendere un'imboscata a Wallace e farlo uccidere dai suoi sicari più esperti. Essendo venuto a sapere dai suoi consiglieri dell'attrazione che Wallace prova per Isabella, decide di usare questo come mezzo per farlo cadere in trappola facendogli credere che la principessa in persona verrà a parlargli. Isabella però sente tutto e decide di informare Wallace della trappola messa in atto contro di lui.
Grazie alla principessa Isabella, che lo avverte della trappola tesa da Edoardo, Wallace finge di accettare l'incontro per poi con i suoi amici rinchiudere gli assassini nel capanno in cui avrebbe dovuto essere attirato e li uccide dando loro fuoco. Quella stessa sera, incontratosi con Isabella che si è nel frattempo innamorata di lui, dichiara i suoi sentimenti intrecciando una relazione amorosa segreta con lei. Nel 1305, sebbene sconsigliato dai suoi migliori amici, decide di recarsi a Edimburgo per una discussione politica con Robert sul futuro della Scozia. Egli finisce però preda di un'imboscata, progettata dal padre di Bruce, che aveva tradito il figlio, il quale era realmente intenzionato ad aiutare finalmente Wallace. Il tutto era stato pianificato per far nominare così Bruce re di Scozia. I nobili lo consegnano quindi al malato Edoardo e a poco valgono le lacrime e la disperazione di Robert Bruce il quale, avendo intravisto in Wallace un uomo coraggioso e patriottico, tenterà fino all'ultimo di salvargli la vita. Bruce, furente col padre per quanto ha compiuto, rinnega suo padre lasciandolo morire da solo.
Wallace, considerato un traditore, viene condannato alla tortura pubblica a Londra. Isabella, saputo quanto successo, va a trovare Wallace in prigione, il quale non ha intenzione di piegarsi all'Inghilterra. Lei tenta persino di convincerlo a bere una pozione per ottenebrarne i sensi e non farlo soffrire, ma lui rifiuta. I due si dicono allora addio, scambiandosi un ultimo bacio. Disperata per la sorte del suo amato, supplica Edoardo di risparmiare la vita a Wallace ma il re, seppur malato, rifiuta: l’ultimo desiderio di Edoardo I, ormai in fin di vita e impossibilitato a parlare, è quello di sapere Wallace morto prima di morire egli stesso. Isabella, stufatasi della malvagità e della mancanza di misericordia di Edoardo, decide di fargliela pagare: citando una frase di William, infatti, gli rivela, sussurrandogli nell'orecchio, un segreto che non avrebbe mai immaginato, ovvero di aspettare un bambino dal patriota scozzese, e che quindi la sua linea dinastica si esaurirà col figlio. Scioccato dalla rivelazione, il sovrano rimane spaventato nell'apprendere tale notizia ma, non potendo più parlare, capisce che dovrà portarsi tale segreto nella tomba.
Il patriota Wallace intanto resiste anche alla tortura, e non cede chiedendo pietà per ottenere una morte rapida, mentre Edoardo ne ode i lamenti dalla sua stanza. Le sue sofferenze impietosiscono la folla inglese, che poco prima lo aveva deriso e umiliato, tanto che essa si mette a chiedere a gran voce la pietà perché il boia lo faccia morire al più presto. Il capo dei torturatori (colpito anche lui dalla resistenza del condannato) gli sussurra di chiedere pietà: ma ecco che Wallace, dopo alcuni attimi, vincendo il dolore e sdegnando la proposta, grida con tutta la sua forza "Libertà!". Al grido eroico, il perfido re muore, la folla tace commossa mentre al boia viene dato l'ordine di porre fine alle sofferenze del patriota scozzese. Negli ultimi attimi di vita, prima che l'ascia lo decapiti, Wallace scorge tra la folla il fantasma della sua amata Murron che gli sorride, come a volergli comunicare la gioia di poter ricongiungersi con lui e l'approvazione per le imprese che il suo amato aveva condotto fino all'estremo, per il suo paese e per lei.
Dopo la decapitazione, il corpo di Wallace viene fatto a pezzi, la testa viene esposta sul Ponte di Londra mentre braccia e gambe vengono inviate ai quattro estremi del regno come monito per eventuali altri ribelli. Il defunto Plantageneto, però, non otterrà l'effetto sperato, poiché Robert Bruce, divenuto nel frattempo Re di Scozia dopo la morte del padre causata dalla lebbra, si presenta alla testa dell'esercito scozzese dinanzi all'esercito inglese al gran completo, fingendo di compiere il rituale di sottomissione alla corona inglese. Dopo un iniziale timore, infatti, dice ai suoi uomini: "Vi siete battuti per Wallace! Ora battetevi per me!". Alla richiesta del sovrano, Hamish estrae la spada di Wallace e la scaglia con tutte le sue forze verso gli inglesi: la spada si conficca nel terreno proprio come Wallace soleva fare e Hamish incita i compagni invocando l'amico. Al grido "Wallace!" gli scozzesi partono all'attacco, più furiosi che mai, cogliendo di sorpresa gli inglesi. Così gli scozzesi vincono la guerra con il loro re Robert I e, grazie a Wallace, rimarranno una nazione indipendente per i successivi 400 anni.

## Produzione
Per realizzare i combattimenti furono "arruolati" circa tremila militari dell'esercito irlandese e utilizzate oltre diecimila frecce, in quanto Mel Gibson preferì riprendere delle vere frecce scoccate in aria piuttosto che ricorrere all'utilizzo degli effetti speciali. I ragazzi dell'esercito irlandese a giorni alterni vestivano le divise avversarie, a seconda delle scene da girare: era così possibile far sembrare gli schieramenti più numerosi, nonostante questi fossero già stati "infoltiti" tramite l'utilizzo di effetti speciali.
Effetti speciali creati dal computer, per quanto minimi e quasi inavvertibili, sono stati utilizzati, ma il film si può considerare uno degli ultimi colossal girati con tecniche "classiche". Le riprese sono state effettuate in luoghi molto piovosi e per questo si girava per poche ore al giorno, allungando così anche la produzione. Solo le riprese del villaggio di Wallace (infanzia e arrivo da adulto) sono durate 6 settimane.
La prima battaglia, quella di Stirling Bridge, doveva essere combattuta su di un ponte per rispettare la fedeltà storica, ma per varie ragioni questo non è stato fatto. Nondimeno, per realizzarla ci sono volute sei settimane, mentre per la battaglia successiva, grazie all'esperienza acquisita, sono state richieste solo due settimane. Nel film, coerentemente con quanto sempre affermato da Mel Gibson sulla sicurezza in scena, nonostante i massacri rappresentati non vi sono stati feriti gravi e non è stato necessario uccidere alcun cavallo: i trucchi utilizzati hanno reso possibile ricreare gli effetti senza conseguenze drammatiche per i soggetti.
La spada che Mel Gibson usa nel film è stata forgiata da Fulvio Del Tin, un fabbro italiano rinomato a livello internazionale, in collaborazione con il maestro d'armi inglese Simon Atherton, fornitore di armi e armature in Braveheart.

### Riprese
A parte alcune scene filmate nelle Highlands scozzesi, la pellicola fu girata quasi interamente in Irlanda tra giugno e ottobre del 1994.

## Distribuzione
Uscì negli USA nell'estate del 1995 e in Italia il 1º dicembre. Il film fu trasmesso in prima TV in Italia su Canale 5 in due serate (9 e 10 novembre 1998) facendo registrare un discreto dato d'ascolto medio di circa 7 milioni di telespettatori.

### Streaming
Con l'annuncio della sezione interna alla piattaforma Disney+ denominata Star, a seguito dell'acquisizione della 20th Century Fox nel 2019 da parte di Disney, il film appare nel catalogo della piattaforma a partire dal 23 febbraio 2021.

## Accoglienza
Il budget del film è stato di circa 72 milioni di dollari e gli incassi negli Usa furono di oltre 75 milioni e in totale 210 milioni nel mondo.

## Riconoscimenti
- 1996 - Premio Oscar
  - Miglior film a Mel Gibson, Alan Ladd Jr. e Bruce Davey
  - Miglior regista a Mel Gibson
  - Miglior fotografia a John Toll
  - Miglior trucco a Peter Frampton, Paul Pattison e Lois Burwell
  - Miglior montaggio sonoro a Lon Bender e Per Hallberg
  - Candidatura per la miglior sceneggiatura originale a Randall Wallace
  - Candidatura per i migliori costumi a Charles Knode
  - Candidatura per il miglior montaggio a Steven Rosenblum
  - Candidatura per il miglior sonoro a Andy Nelson, Scott Millan, Anna Behlmer e Brian Simmons
  - Candidatura per la miglior colonna sonora drammatica a James Horner
- 1996 - Golden Globe
  - Miglior regista a Mel Gibson
  - Candidatura per il miglior film drammatico
  - Candidatura per la migliore sceneggiatura a Randall Wallace
  - Candidatura per la migliore colonna sonora a James Horner
- 1996 - Premio BAFTA
  - Migliore fotografia a John Toll
  - Migliori costumi a Charles Knode
  - Miglior sonoro a Per Hallberg, Lon Bender, Brian Simmons, Andy Nelson, Scott Millan e Anna Behlmer
  - Candidatura per il miglior regista a Mel Gibson
  - Candidatura per la migliore scenografia a Thomas E. Sanders
  - Candidatura per il miglior trucco a Peter Frampton, Paul Pattison e Lois Burwell
  - Candidatura per la migliore colonna sonora a James Horner
- 1996 - Saturn Award
  - Candidatura per il miglior film d'azione/di avventura/thriller
  - Candidatura per i migliori costumi a Charles Knode
  - Candidatura per la miglior colonna sonora a James Horner
- 1995 - National Board of Review Award
  - Migliori dieci film
  - Premio speciale per il filmmaking a Mel Gibson

- 1996 - Broadcast Film Critics Association Award
  - Miglior regista a Mel Gibson
- 1996 - Empire Award
  - Miglior film
- 1996 - MTV Movie Award
  - Migliore sequenza d'azione (La battaglia di Stirling)
  - Candidatura per il miglior film
  - Candidatura per la migliore performance maschile a Mel Gibson
- 1996 - Golden Reel Award
  - Miglior montaggio sonoro
  - Migliori dialoghi a Mark R. La Pointe
- 1996 - American Cinema Editors
  - Eddie per il miglior montaggio a Steven Rosenblum
- 1996 - American Cinema Foundation
  - E Pluribus Unum Award
- 1996 - American Society of Cinematographers
  - Migliore fotografia a John Toll
- 1996 - Camerimage
  - Candidatura per la Rana d'Oro a John Toll
- 1996 - Cinema Audio Society
  - Candidatura per il miglior sonoro a Andy Nelson, Scott Millan, Anna Behlmer e Brian Simmons
- 1996 - Cinema Writers Circle Award
  - Miglior film straniero a Mel Gibson
- 1996 - DGA Award
  - Candidatura per il miglior regista a Mel Gibson
- 1996 - Premio Flaiano
  - Pegaso d'Oro per la migliore attrice straniera a Catherine McCormack
- 1996 - Southeastern Film Critics Association Award
  - Candidatura per il miglior film
- 1996 - WGA Award
  - Miglior sceneggiatura a Randall Wallace

## Sequel
Nel 2019 viene distribuito il sequel del film, Robert the Bruce - Guerriero e re, con protagonista Angus Macfadyen, che torna a recitare nel ruolo di Roberto I di Scozia.